# Pierre Joseph Marie Baude
Pour les articles homonymes, voir Baude.
Pierre Joseph Marie Baude est un administrateur français, ancien préfet, baron d'Empire, né à Valence le 31 mai 1763, et mort dans la même ville le 24 août 1840.

## Biographie
Pierre Joseph Marie Baude est le fils de Jean-Joseph Baude et de Gabrielle Françoise Bouveron.
Il a été reçu docteur en droit de l'université de Valence en 1783, il a alors été titulaire d'un poste de substitut du procureur général en Corse, où son père était second président au conseil supérieur de la Corse. 
Il est revenu à Valence au début de la Révolution où il est élu administrateur du département de la Drôme après le 9 thermidor. Il est sans emploi quand Bonaparte le rencontre à Valence. L'ayant apprécié, il l'a emmené avec lui pendant la campagne d'Égypte, où il l'a mis à la tête du Comité des finances. Il est rentré en France après l'assassinat de Kléber, au Caire en juin 1800.
Après son retour en France, il est nommé sous-préfet de Tournon le 11 brumaire an X (2 novembre 1801) en remplacement de Marie Just Antoine de La Rivoire de La Tourrette. 
Il est nommé préfet du Tarn le 13 avril 1809 et le reste jusqu'à la Première Restauration, le 10 juin 1814. Il est préfet de l'Ain pendant les Cent-Jours. Destitué après la seconde abdication de Napoléon, il renonce alors à la vie publique.

## Famille
- Jean-Joseph Baude (1728-1811), docteur en droit, Second président du conseil supérieur de la Corse entre 1774 et 1789[2], marié en 1758 avec Gabrielle-Françoise Bouveron (1732-1816), fille de Pierre Bouveron (1692-1741) et de Gabrielle Chèze (1697-1741) :
  - Pierre Joseph Marie Baude (1763-1840), baron d'Empire par le décret du 4 août 1810, préfet du Tarn (1809-1814) et préfet de l'Ain pendant les Cent-Jours, s'est marié 9 mai 1791 avec Anne Adélaïde Rousset (1773-1855) :
    - Jean-Jacques Baude (1792-1862) marié à Marie Esther Létoublon (1805-1893)
      - Pierre Jacques Elphège Baude (1826-1871), marié en 1851 avec Anne Adèle Bergon (1827-1877)
        - Pierre Jacques Alphonse Marie Baude (1862-1911) marié en 1889 avec Louise Marie Sidoine Piscatory de Vaufreland (1868-1966)
        - Jeanne Baude (1860-1933) mariée en 1882 avec René Frémy (1851-1919)
          - Elphège Jean René Bertrand Frémy (1883-1966) marié en 1913 avec Marthe de Foucault (1889-1976)
            - Raymond Frémy (1919-1996), contre-amiral, marié avec Yvonne Rivolta (1917-1980)

          - Raymond Frémy (1884-1914), mort pour la France

      - Georges Napoléon Baude (1830-1887)[3], ambassadeur de France, marié en 1863 avec Marie Adélaïde Paule Josèphe de Nompère de Champagny de Cadore

    - Alphonse Frédéric Louis Baude (1804-1885)[4], inspecteur général des Ponts et Chaussées, créateur de la première gare Montparnasse, marié en 1832 avec Louise Caroline Fouques-Duparc (1809-1876)

## Distinction
- Baron de l'Empire par décret du 4 août 1810.
- Chevalier de la Légion d'honneur en 1811[5]